# 老查的故事
《老查的故事》（英語：From Noon till Three）是一部于1976年在美国上映的电影。由弗兰克·D·吉尔罗伊（Frank D. Gilroy）导演，查尔斯·布朗森、吉尔·爱尔兰主演。